# سنجاب صخري دفيدياني
سنجاب صخري دفيدياني (الاسم العلمي:Sciurotamias davidianus) (بالإنجليزية: Père David's Rock Squirrel)‏ هو نوع من الحيوانات يتبع جنس السنجاب صخري من فصيلة سنجابية.